# W̭
Cette page contient des caractères spéciaux ou non latins. S’ils s’affichent mal (▯, ?, etc.), consultez la page d’aide Unicode.
W̭ (minuscule : w̭), appelé w accent circonflexe souscrit, est un graphème utilisé dans certaines transcriptions, par exemple la transcription du parthe de Wender Sundermann.
Il s'agit de la lettre W diacritée d’un accent circonflexe souscrit.

## Utilisation
Wender Sundermann utilise le w̭ pour transcrire une consonne spirante labio-vélaire sourde /ʍ/ dans sa description du parthe.

## Représentations informatiques
Le w accent circonflexe souscrit peut être représenté avec les caractères Unicode suivants :
- décomposé (latin de base, diacritiques) :

| formes    | représentations | chaînes de caractères | points de code | descriptions                                                      |
| --------- | --------------- | --------------------- | -------------- | ----------------------------------------------------------------- |
| capitale  | W̭               | W◌̭                    | U+0057 U+0304  | lettre majuscule latine w diacritique accent circonflexe souscrit |
| minuscule | w̭               | w◌̭                    | U+0077 U+0304  | lettre minuscule latine w diacritique accent circonflexe souscrit |